# Euodynerus siegberti
Euodynerus siegberti är en stekelart som beskrevs av Gusenleitner. Euodynerus siegberti ingår i släktet kamgetingar, och familjen Eumenidae. Inga underarter finns listade i Catalogue of Life.